# 텍소마호

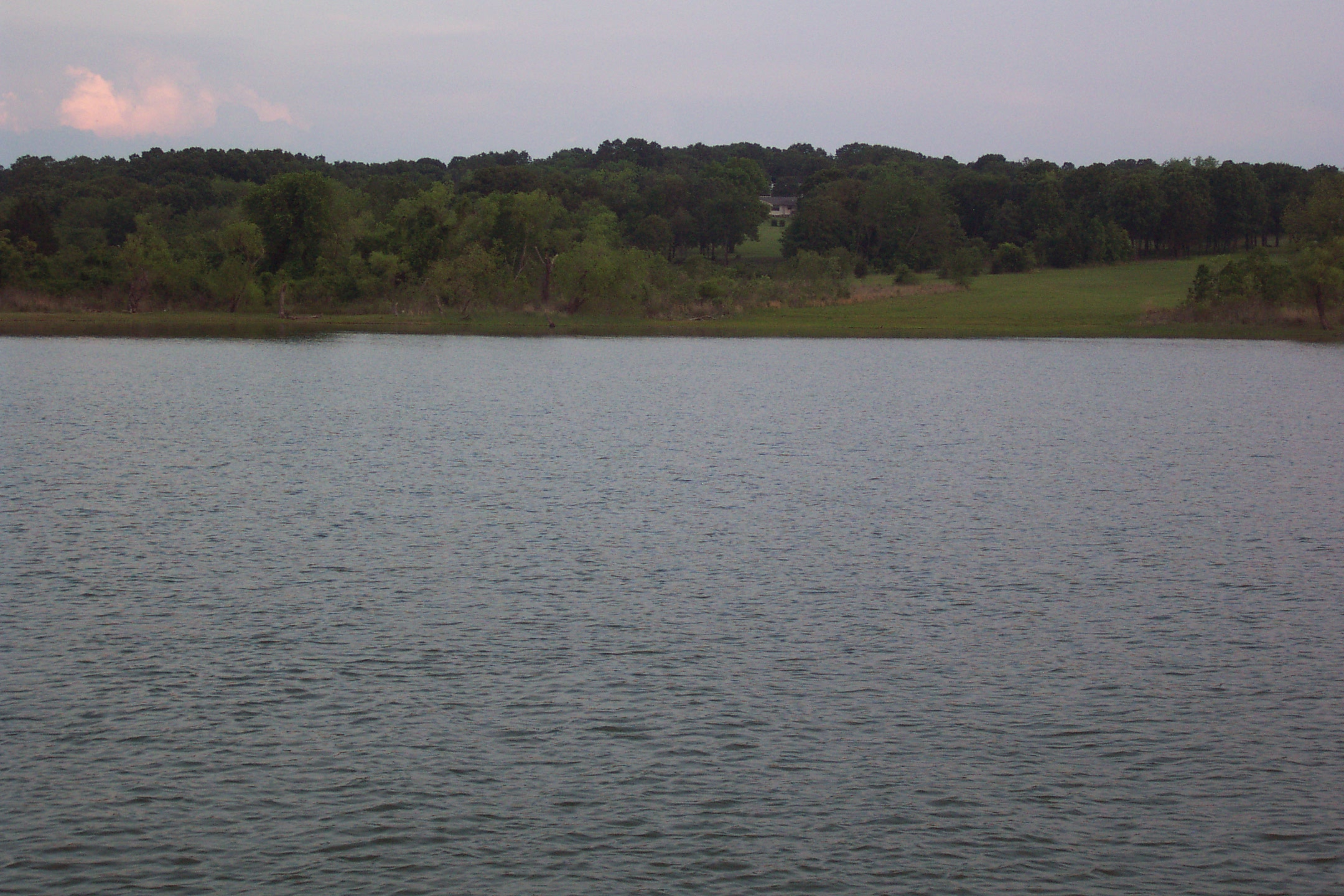
오클라호마주 쪽 호안

텍소마호(Lake Texoma)는 미국 텍사스주 그레이슨군과 브라이언군 사이에 있는 호수로 레드강에 1943년 건설된 데니슨댐(Denison Dam)에 의해 형성됐다. 표면적은 360km2다. 댈러스 도시권 지역에서 차로 한 두 시간 정도 북쪽으로 떨어져 있다.